# Coldplay
Coldplay är en brittisk alternativrock-grupp som bildades 1997 i London i England. Gruppen består av sångaren/pianisten/gitarristen Chris Martin, sologitarristen Jonny Buckland, basisten Guy Berryman och trummisen/multi-instrumentalisten Will Champion. Coldplay har sålt över 50 miljoner album och är också kända för sina hitsinglar "Yellow", "The Scientist", "Speed of Sound", "Fix You", "Viva la Vida" och den Grammy Award–belönade "Clocks".
Coldplay blev kända över hela världen med singeln "Yellow", som följdes upp av deras debutalbum Parachutes (2000), som nominerades till Mercury Music Prize. Albumets uppföljare A Rush of Blood to the Head (2002) tilldelades flera priser som NME:s "Album of the year". Deras nästa skivutgivning X&Y (2005) fick ett något mindre entusiastiskt men fortfarande ett allmänt positivt mottagande. Bandets fjärde studioalbum, Viva la Vida or Death and All His Friends (2008), producerades av Brian Eno och släpptes återigen till i hög grad positiv kritik. Alla Coldplays album har uppnått kommersiell framgång.
Coldplays tidigare material jämfördes med band som Radiohead, Jeff Buckley, U2 och Travis. Sedan utgivningen av Parachutes har Coldplay inspirerats av andra artister, däribland Echo and the Bunnymen, Kate Bush och George Harrison för A Rush of Blood to the Head, Johnny Cash och Kraftwerk för X&Y och Blur, Arcade Fire och My Bloody Valentine för Viva la Vida. Coldplay har varit aktiva anhängare av ett flertal sociala och politiska kampanjer, som Oxfams Make Trade Fair och Amnesty International. Gruppen har också uppträtt vid diverse välgörenhetsprojekt som Band Aid 20, Live 8 och Teenage Cancer Trust. Coldplay har även medverkat i flera låtar inom hiphop med artister som till exempel Jay-Z och Joe Budden.
Avicii var också med och producerade deras hitlåt "A Sky Full Of Stars". Bandets nionde album Music of The Spheres släpptes 15 oktober 2021, och deras senaste album Moon Music släpptes 4 oktober 2024.

## Historia

### Bildandet och de första åren (1996–2000)
Bandmedlemmarna möttes vid University College London (UCL) i september 1996. Chris Martin och Jonny Buckland var bandets första medlemmar, och möttes under sin insparksvecka. Under resten av collegeåret planerade de ett band, och deras insatser kulminerade i en grupp kallad Pectoralz. Senare anslöt klasskamraten Guy Berryman. 1997 uppträdde gruppen, som hade bytt namn till Starfish, för lokala arrangörer från Camden på små klubbar. Martin hade även rekryterat sin gamle skolkamrat Phil Harvey, som studerade klassiska språk på Oxford, och Martin lät honom bli bandets manager. (Idag betraktar Coldplay Harvey som gruppens femte medlem.) Bandets uppställning var komplett när Will Champion gick med i bandet för att utföra slagverksuppdrag. Champion hade spelat piano, gitarr, bas, och tin whistle under sin uppväxt; han lärde sig spela trummor snabbt, trots att han inte hade någon tidigare erfarenhet.  Bandet beslöt sig till slut för namnet "Coldplay" som föreslogs av Tim Crompton, en lokal student som hade använt namnet för sin egen grupp.
Under 1998 släppte bandet 500 kopior av Safety EP. De flesta skivorna gavs till skivbolag och vänner; bara 50 kopior kvarstod för försäljning åt allmänheten. I december skrev Coldplay under ett skivkontrakt hos det självständiga skivbolaget Fierce Panda. Deras första utgivning var den tre-spåriga Brothers and Sisters EP, som de hade spelat in under fyra dagar i februari 1999.
Efter att de hade tagit sina examina signade Coldplay under Parlophone för ett femalbumskontrakt under våren 1999. Efter att de hade gjort sitt första framträdande på Glastonbury gick bandet in i studion för att spela in en tredje EP The Blue Room. 5 000 exemplar gjordes tillgängliga för allmänheten i oktober, och singeln "Bigger Stronger" spelades på Radio 1. Inspelningssessionerna för The Blue Room var tumultartade. Martin sparkade Champion från bandet för att sedan be honom att återvända, och började dricka. Till slut satte gruppen upp ett antal regler för att hålla gruppen intakt. Först tillkännagav bandet ett "alla för en"-förhållningssätt: Coldplay var en demokrati och vinster skulle delas rättvist, inspirerat av band som U2 och R.E.M. För det andra skulle bandet sparka den som använde tunga droger.

### Parachutes(1999–2001)
I mars 1999 började Coldplay arbeta på sitt debutalbum, som spelades in vid Rockfield Studios med producenten Ken Nelson. De spelade också på Carling Tour, som visade upp kommande band och artister. Efter att ha släppt tre EP-skivor utan en hitlåt fick Coldplay sin första singel "Shiver" på en topplista. Den släpptes i mars 2000 och nådde plats nummer 35 på UK Singles Chart och bandet fick sin första spelning på MTV. Juni 2000 var en central tidpunkt i Coldplays historia: bandet inledde sin första rubriksatta turné inklusive en spelning i Glastonbury. Bandet släppte även sin genombrottssingel "Yellow". Låten gick upp på plats nummer fyra på UK Singles Chart och gjorde Coldplay kända för allmänheten.
Coldplay släppte sitt första fullängdsalbum Parachutes i juli 2000, som placerade sig på förstaplatsen på UK Albums Chart. "Yellow" och "Trouble" spelades regelbundet på radio i Storbritannien och USA. Parlophone förutspådde från början 400 000 sålda exemplar av Parachutes. Vid jul hade 1,6 miljoner kopior sålts enbart i Storbritannien. Parachutes nominerades till Mercury Music Prize i september 2000.
Efter att ha nått framgång i Europa siktade bandet in sig på Nordamerika, och Parachutes släpptes där i november 2000. Bandet inledde en clubturné i USA tidigt under 2001, som började med en show i Vancouver, som följdes av framträdanden i Saturday Night Live, Late Night with Conan O'Brien och The Late Show with David Letterman. Medan Parachutes blev en långsamt framgång i USA sålde den till slut dubbelplatina. Albumet fick ett bra mottagande av kritikerna och tilldelades priset "Best Alternative Music Album vid Grammy-galan 2002.

### A Rush of Blood to the Head(2001–2004)
Coldplay återvände till studion i oktober 2001 för att arbeta på sitt andra album, återigen med Ken Nelson som producent. A Rush of Blood to the Head släpptes augusti 2002. Albumet gav flera populära singlar, särskilt "In My Place", "Clocks" och balladen "The Scientist".
Coldplay turnerade från juni 2002 till september 2003 under namnet A Rush of Blood to the Head Tour. De besökte fem kontinenter, däribland spelningar på festivaler som Glastonburyfestivalen, V2003 och Rock Werchter. Många shower innehöll genomarbetat ljus och individualiserade skärmar påminnande om U2:s Elevation Tour. Under den förlängda turnén spelade Coldplay in en live-DVD och CD, Live 2003, vid Hordern Pavilion i Sydney.
I december 2003 utsågs de till årets bästa artist/band av Rolling Stones läsare. Vid den tiden gjorde Coldplay en cover på "2000 miles", en hit från 1983 av The Pretenders, som släpptes för nedladdning på deras officiella webbplats. Det var den bäst säljande nedladdningen det året, intäkterna för försäljningen donerades till kampanjerna "Future Forests" och "Stop Handgun Violence". A Rush of Blood to the Head vann en grammy för bästa alternativa musikalbum vid Grammygalan 2003. Vid Grammygalan 2004 fick Coldplay priset "Record of the Year" för "Clocks".

### X&Y(2004–2006)

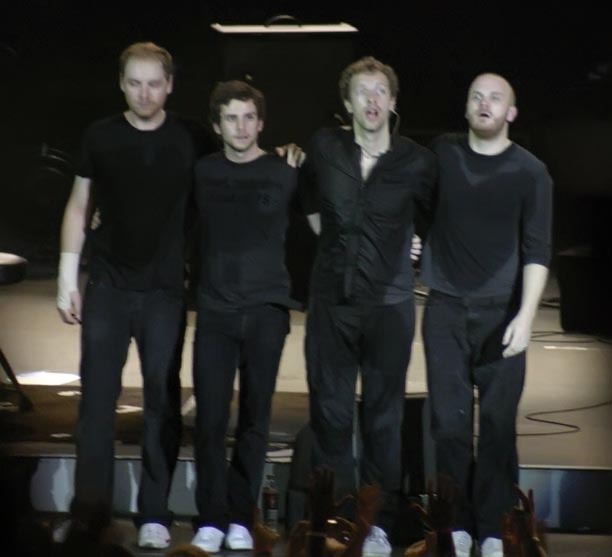
Coldplay live 2005

Coldplay höll sig under 2004 till större delen utanför rampljuset och spelade in sitt tredje album.
Angående albumets musikaliska influenser sade basisten Guy Berryman att "Vi lyssnade på många olika saker i de tidiga skedena [av X&Y], från Bowie, Eno och Pink Floyd till Depeche Mode, A-ha, Kate Bush och Kraftwerk. Och U2, som vi brukar göra." I maj fick Martin och hans fru, skådespelerskan Gwyneth Paltrow, tillsammans dottern Apple.
X&Y släpptes i juni 2005 både i Storbritannien och i Europa. Det nya, försenade releasedatumet sköts fram till nästa budgetår, vilket i själva verket gjorde att EMI:s aktier sjönk. Det blev 2005 års bästsäljande album med försäljningssiffror världen över på 8,3 miljoner. Förstasingeln "Speed of Sound", gjorde sin debut på radio och i musikbutiker på nätet den 13 april, och släpptes som en CD den 23 maj 2005. Albumet debuterade som nummer ett i 30 länder i världen och blev det tredje fortast säljande albumet i brittisk topplistehistoria. Två andra singlar släpptes samma år: "Fix You" i september och "Talk" i december. Den senare är baserad på melodislingan i låten "Computer Love", som släpptes 1981 av det tyska synthpop-bandet Kraftwerk och hade föregående år återupplivats av den norska gitarristen Erik Wollo. Trots den kommersiella framgången blev kritikernas reaktion på X&Y mindre entusiastisk än dess föregångare. Kritikern Jon Pareles från New York Times beskrev Coldplay som "årtiondets mest outhärdliga band". Jämförelser mellan Coldplay och U2 blev vanligare och vanligare. Chris Martin avslöjade senare att de negativa anmärkningarna fick honom att känna sig "frigjord".
Från och med juni 2005 till juli 2006 turnerade Coldplay med sin Twisted Logic Tour, som innehöll spelningar på Coachella, Isle of Wight Festival, Glastonbury och Austin City Limits Music Festival. I juli 2005 uppträdde bandet på Live 8 i Hyde Park i London där de tolkade The Verves "Bitter Sweet Symphony" med Richard Ashcroft på sång. Under september spelade Coldplay in en ny version av "How You See the World" med omarbetade texter till War Childs välgörenhetsalbum Help!: A Day in the Life. I februari 2006 fick Coldplay utmärkelser som bästa band och bästa singel vid BRIT Awards.

### Viva la Vida or Death and All His Friends(2006–2010)

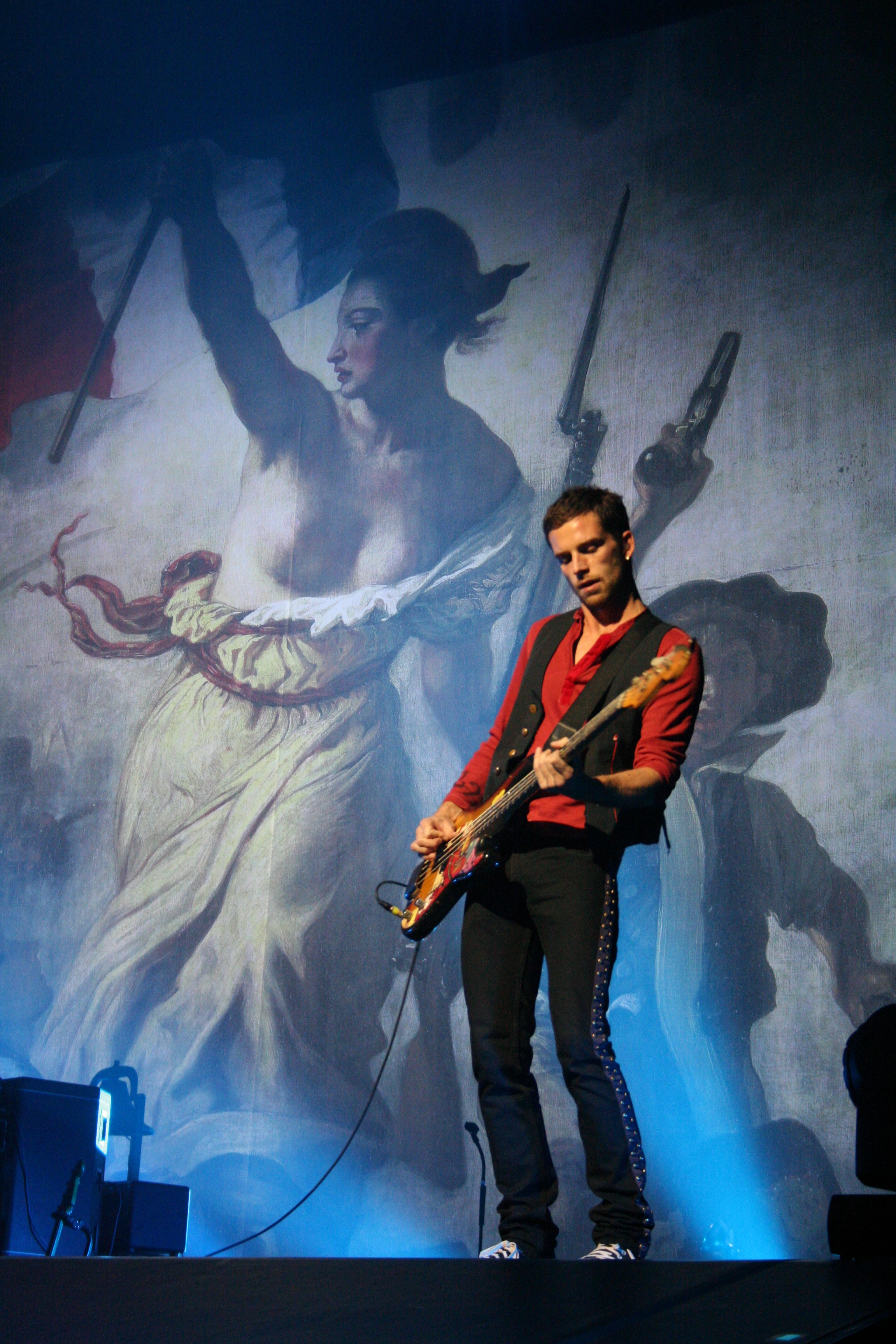
Guy Berryman

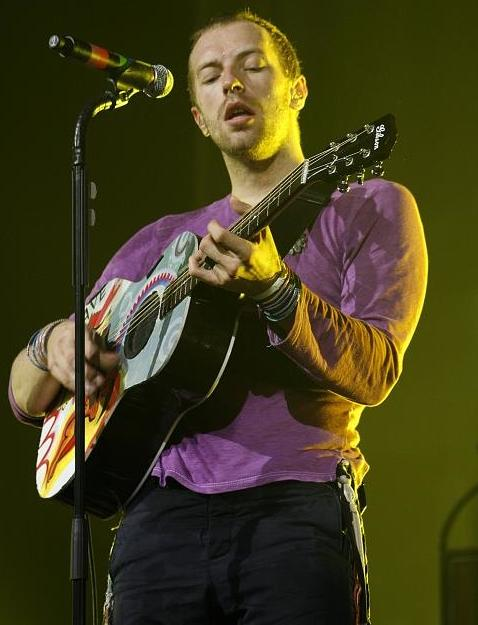
Chris Martin

Bandet började arbeta på sitt fjärde studioalbum Viva la Vida or Death and All His Friends, i oktober 2006 med producenten Brian Eno.
Coldplay tog en paus från inspelningen och turnerade i Latinamerika under vintern/våren 2007, med uppträdanden i Chile, Argentina, Brasilien och Mexiko. Bandet avslöjade att det såg ut som att albumet skulle få latinamerikanska influenser, efter inspelning i kyrkor och andra utrymmen i Latinamerika och Spanien under deras turné. Gruppen tillbringade resten av året med att spela in, mest med Brian Eno.
Martin beskrev Viva la Vida som en ny inriktning för Coldplay, en ändring från deras tre tidigare album som de har beskrivit som en "trilogi".
Han sade att albumet innehöll mindre falsettsång eftersom han lät sin rösts lägre register ha företräde.  Några låtar som till exempel "Violet Hill" innehåller distade gitarriff och bluesiga undertoner.
"Violet Hill" valdes ut som den första singeln från albumet, som släpptes på radio den 29 april 2008. Efter sin första spelning på radio var den fritt tillgänglig för nedladdning på Coldplays webbplats från och med 12:15 pm (GMT +0) under en veckas tid, ända tills den blev kommersiellt nedladdningsbar den 6 maj.
"Violet Hill" placerade sig på UK Top 10 och US Top 40, och gick högt upp på listorna runt om i världen. Titelspåret "Viva la Vida" släpptes exklusivt på iTunes. Det blev gruppens första låt som gick in på Billboard Hot 100, och blev deras första listetta i Storbritannien, enbart baserat på antal nedladdningar. Den 16 juni började Coldplay sin Viva la Vida Tour med en gratis konsert på Brixton Academy i London. Detta följdes upp två dagar efter med ett 45 minuters uppträdande som sändes live utanför BBC Television Centre.
Den 15 juni 2008 toppade Viva la Vida or Death and All His Friends albumlistan i Storbritannien trots att den bara hade varit tillgänglig för försäljning i tre dagar. Då hade den sålt i 302000 exemplar; BBC kallade albumet för "en av de snabbast sålda skivorna i Storbritanniens historia. I slutet av juni hade den satt ett nytt rekord för det mest nedladdade albumet någonsin.
I oktober 2008 vann Coldplay två Q Awards, en för bästa album samt priset Best Act in the World Today.
I en intervju med BBC 6 Music den 30 augusti uppgav Martin att bandet skulle göra en uppföljare till Viva la Vida or Death and All His Friends med en EP kallad Prospekt's March, som skulle släppas runt 26 december (senare ändrat till 25 november), och ett femte studioalbum i december 2009.
Den 20 januari 2009 tillkännagavs det att Coldplay hade blivit nominerade till fyra BRIT Awards: British Group, British Live Act, British Single ("Viva la Vida") and British Album (Viva la Vida or Death and All His Friends).
Vid den 51:a årliga Grammygalan den 8 februari 2009, vann Coldplay tre grammisar under kategorierna Song of Year för "Viva la Vida", Best Rock Album för Viva la Vida or Death and All His Friends, och Best Vocal Pop Performance by a Duo or Group för "Viva la Vida".
Lagom till jul 2010 släpptes singeln "Christmas Lights". Den blev genast en succé.

### Mylo Xyloto(2011–2012)
I en intervju i januari 2011 sade Chris Martin att bandets femte album skulle bli mer personligt. Han sade även att albumet handlade om kärlek, beroende, tvångssyndrom och att arbeta för någon du inte tycker om. I mitten av augusti tillkännagav bandet att deras femte album, Mylo Xyloto, skulle släppas den 24 oktober 2011. Albumet innehåller flera hits, bland annat "Paradise", "Every Teardrop is a Waterfall" och "Charlie Brown".

### Ghost Stories(2014)
Den 3 mars 2014 släppte Coldplay första singeln "Magic" från albumet Ghost Stories som utkom 19 maj 2014. Albumet innehåller även singeln "A Sky Full of Stars" som producerades av Avicii. Albumet skilde sig en del mot bandets förra album eftersom det var mycket mer tillbakadraget och lugnt. Inspirationen till albumet kom ur Chris Martins då nyligen genomförda separation med skådespelerskan Gwyneth Paltrow.

### A Head Full of Dreams(2015–2017)
Den 6 november 2015 släppte Coldplay singeln "Adventure Of A Lifetime" från albumet "A Head Full Of Dreams" som släpptes den 4 december 2015.  Albumet innehåller även "Hymn For The Weekend", ytterligare en hit som inkluderade sång av Beyoncé. Utöver det medverkade även Noel Gallagher, Stargate, Tove Lo och Avicii på olika vis på albumet.
Den 13 juli 2017 släppte bandet en kompanion-EP till "A Head Full of Dreams" vid namn "Kaleidoscope EP". EP:n innehåller bland annat singeln "Something Just Like This" som är ett samarbete med den amerikanska DJ-duon The Chainsmokers. Låten blev en stor succé. 

### Everyday Life(2019–2020)
Den 22 november 2019 släppte Coldplay sitt nya album "Everyday Life". Även detta album skilde sig en del mot bandets tidigare musik då det först och främst tog mycket inspiration från musik från Mellanöstern. Albumet innehöll även bandets första samarbete med producenten Max Martin. 
Bandet gick även under den här perioden ut med att de inte tänkte genomföra någon turné för att supporta albumsläppet. Chris Martin sa i en intervju med BBC att bandet inte tänker turnera över lag förrän de hittat ett sätt att genomföra en världsturné på ett mer miljövänligt vis.

### Music of the Spheres(2021–2023)
Den 7 maj 2021 släppte Coldplay sin singel Higher Power från albumet Music of the Spheres som utkom 15 oktober 2021. Albumet producerades tillsammans med den svenska producenten Max Martin. Albumet innehåller även singeln My Universe, ett samarbete med den koreanska popgruppen BTS, vilket blev gruppens andra låt någonsin (efter Viva La Vida) att debutera på plats 1 på Billboards Hot 100-Lista.
I januari 2022 klargjorde Chris Martin att bandet kommer sluta släppa album efter att de släppt deras tolfte, och att planen är att deras sista album kommer vara självbetitlat, vara "back to basics" och släppas 2025. Martin har tidigare pratat om bandets sista album, och sa bland annat upprepade gånger runt dess release att A Head Full of Dreams "skulle lika gärna kunna vara vårt sista album".
Efter släppet av Music of The Spheres åkte bandet ut på en lång turné, The Music of The Spheres World Tour. Turnén började den 18 mars 2022 i San José, Costa Rica och är planerad att avslutas i Auckland, Nya Zeeland den 16 november 2024. Under turnén gjorde bandet ett stopp i Sverige och höll fyra spelningar på Ullevi i Göteborg under juli 2023.

### Moon Music(2023–nutid)
I en intervju med kanadensiska CityNews som släpptes 27 januari 2023 berättade Chris Martin och Jonny Buckland att bandet höll på att avsluta sitt nästa album. Namnet uppgavs vara Moon Music och albumet är den andra delen i bandets planerade Music of the Spheres-trilogi.
Den 17 juni 2024 aviserade bandet formellt sitt kommande album Moon Music via sociala medier. Dess omslag och releasedatum utannonserades, samt albumets fysiska utgåvor. Moon Music bekräftades också vara det första albumet någonsin som släpps på så kallad EcoCD, en CD-skiva som till 90 procent består av återvunnen plast. Albumets vinylutgåva innehåller även den en skiva gjord enbart på återvunnen plast.
Albumets första singel feelslikeimfallinginlove släpptes den 21 juni. Singeln följdes upp av albumets andrasingel WE PRAY den 23 augusti. Singeln är ett samarbete med Little Simz, Burna Boy, Elyanna och TINI. Singeln fick även olika versioner där andra versen byttes ut mot en ny på sångerskornas modersmål.
Moon Music släpptes den 4 oktober, och innehöll bland annat albumets tredje singel All My Love, vilken Chris Martin berättat är den sista singeln Coldplay kommer släppa.

## Diskografi

### Studioalbum
| År   | Titel                                     | Listplaceringar | Listplaceringar | Listplaceringar | Listplaceringar | Listplaceringar | Information              |
| År   | Titel                                     | SWE             | NOR             | GER             | UK              | US              | Information              |
| ---- | ----------------------------------------- | --------------- | --------------- | --------------- | --------------- | --------------- | ------------------------ |
| 2000 | Parachutes                                | 20 (27 veckor)  | 1 (59 veckor)   | 54 (27 veckor)  | 1 (192 veckor)  | 51 (78 veckor)  | Släppt: 10 juli 2000     |
| 2002 | A Rush of Blood to the Head               | 5 (36 veckor)   | 1 (48 veckor)   | 1 (99 veckor)   | 1 (150 veckor)  | 5 (108 veckor)  | Släppt: 26 augusti 2002  |
| 2005 | X&Y                                       | 1 (70 veckor)   | 1 (42 veckor)   | 1 (64 veckor)   | 1 (111 veckor)  | 1 (67 veckor)   | Släppt: 6 juni 2005      |
| 2008 | Viva la Vida or Death and All His Friends | 1 (52 veckor)   | 1 (41 veckor)   | 1 (62 veckor)   | 1 (86 veckor)   | 1 (78 veckor)   | Släppt: 12 juni 2008     |
| 2011 | Mylo Xyloto                               | 1 (27 veckor)   | 1 (45 veckor)   | 1 (46 veckor)   | 1 (79 veckor)   | 1 (54 veckor)   | Släppt: 24 oktober 2011  |
| 2014 | Ghost Stories                             | 1 (39 veckor)   | 1 (38 veckor)   | 1 (41 veckor)   | 1 (57 veckor)   | 1 (43 veckor)   | Släppt: 19 maj 2014      |
| 2015 | A Head Full of Dreams                     | 3 (51 veckor)   | 1 (69 veckor)   | 3 (57 veckor)   | 1 (97 veckor)   | 2 (65 veckor)   | Släppt: 4 december 2015  |
| 2019 | Everyday Life                             |                 |                 |                 |                 |                 | Släppt: 22 november 2019 |
| 2021 | Music of The Spheres                      |                 |                 |                 |                 |                 | Släppt: 15 oktober 2021  |
| 2024 | Moon Music                                |                 |                 |                 |                 |                 | Släppt: 4 oktober 2024   |

### Livealbum
| År   | Titel                   | Listplaceringar | Listplaceringar | Listplaceringar | Listplaceringar | Listplaceringar | Information              |
| År   | Titel                   | SWE             | NOR             | GER             | UK              | US              | Information              |
| ---- | ----------------------- | --------------- | --------------- | --------------- | --------------- | --------------- | ------------------------ |
| 2003 | Coldplay Live 2003      | 18 (1 vecka)    | 24 (2 veckor)   | 34 (6 veckor)   | 46 (6 veckor)   | 13 (17 veckor)  | Släppt: 1 november 2003  |
| 2009 | LeftRightLeftRightLeft  | —               | —               | —               | —               | —               | Släppt: 15 maj 2009      |
| 2012 | Coldplay Live 2012      | 14 (1 vecka)    | —               | 3 (14 veckor)   | —               | —               | Släppt: 19 november 2012 |
| 2014 | Ghost Stories Live 2014 | —               | 35 (1 vecka)    | —               | —               | 93 (1 vecka)    | Släppt: 24 november 2014 |

### EP
| År   | Titel            | Listplaceringar | Listplaceringar | Listplaceringar | Listplaceringar | Listplaceringar | Information              |
| År   | Titel            | SWE             | NOR             | GER             | UK              | US              | Information              |
| ---- | ---------------- | --------------- | --------------- | --------------- | --------------- | --------------- | ------------------------ |
| 2008 | Prospekt's March | 39 (4 veckor)   | —               | 47 (1 vecka)    | 38 (3 veckor)   | 15 (8 veckor)   | Släppt: 21 november 2008 |
| 2017 | Kaleidoscope EP  | 8 (3 veckor)    | 37 (1 vecka)    | 9 (5 veckor)    | —               | 15 (14 veckor)  | Släppt: 14 juli 2017     |

- Safety (1998)
- The Blue Room (1999)
- Acoustic (2000)
- Trouble – Norwegian Live EP (2001)
- Mince Spies (2001)
- Remixes (2003)
- Every Teardrop Is a Waterfall (2011)
- iTunes Festival: London 2011 (2011)
- Live in Madrid (2011)
- A Sky Full of Stars (2014)
- Live from Spotify London (2016)

### Singlar
| År   | Titel Album                                                           | Listplaceringar | Listplaceringar | Listplaceringar | Listplaceringar | Listplaceringar | Information                                     |
| År   | Titel Album                                                           | SWE             | NOR             | GER             | UK              | US              | Information                                     |
| ---- | --------------------------------------------------------------------- | --------------- | --------------- | --------------- | --------------- | --------------- | ----------------------------------------------- |
| 1999 | "Brothers & Sisters"                                                  | –               | –               | –               | 92 (1 vecka)    | –               | Släppt: 26 april 1999                           |
| 2000 | "Shiver" Parachutes                                                   | –               | –               | –               | 35 (3 veckor)   | –               | Släppt: 6 mars 2000                             |
| 2000 | "Yellow" Parachutes                                                   | –               | –               | –               | 4 (24 veckor)   | 48 (20 veckor)  | Släppt: 26 juni 2000                            |
| 2000 | "Trouble" Parachutes                                                  | –               | –               | –               | 10 (12 veckor)  | –               | Släppt: 26 oktober 2000                         |
| 2001 | "Don't Panic" Parachutes                                              | –               | –               | –               | –               | –               | Släppt: 19 mars 2001                            |
| 2002 | "In My Place" A Rush of Blood to the Head                             | 46 (2 veckor)   | 17 (3 veckor)   | 65 (4 veckor)   | 2 (12 veckor)   | –               | Släppt: 5 augusti 2002                          |
| 2002 | "The Scientist" A Rush of Blood to the Head                           | 56 (2 veckor)   | –               | 26 (10 veckor)  | 10 (20 veckor)  | –               | Släppt: 4 november 2002                         |
| 2003 | "Clocks" A Rush of Blood to the Head                                  | –               | –               | 50 (9 veckor)   | 9 (9 veckor)    | 29 (22 veckor)  | Släppt: 24 mars 2003                            |
| 2003 | "God Put a Smile upon Your Face" A Rush of Blood to the Head          | –               | –               | –               | 100 (1 vecka)   | –               | Släppt: 14 juli 2003                            |
| 2005 | "Speed of Sound" X&Y                                                  | 34 (8 veckor)   | 11 (2 veckor)   | 19 (14 veckor)  | 2 (26 veckor)   | 8 (20 veckor)   | Släppt: 18 april 2005                           |
| 2005 | "Fix You" X&Y                                                         | 19 (1 vecka)    | –               | 65 (11 veckor)  | 4 (65 veckor)   | 59 (7 veckor)   | Släppt: 5 september 2005                        |
| 2005 | "Talk" X&Y                                                            | 56 (1 vecka)    | –               | 29 (14 veckor)  | 10 (14 veckor)  | 86 (6 veckor)   | Släppt: 19 december 2005                        |
| 2006 | "The Hardest Part" X&Y                                                | –               | –               | –               | –               | –               | Släppt: 3 april 2006                            |
| 2008 | "Violet Hill" Viva la Vida or Death and All His Friends               | 8 (13 veckor)   | 8 (4 veckor)    | 10 (14 veckor)  | 8 (16 veckor)   | 40 (10 veckor)  | Släppt: 9 maj 2008                              |
| 2008 | "Viva la Vida" Viva la Vida or Death and All His Friends              | 7 (50 veckor)   | 5 (32 veckor)   | 5 (55 veckor)   | 1 (68 veckor)   | 1 (51 veckor)   | Släppt: 25 maj 2008                             |
| 2008 | "Lovers in Japan" Viva la Vida or Death and All His Friends           | –               | –               | –               | –               | –               | Släppt: 3 november 2008                         |
| 2008 | "Lost!" Viva la Vida or Death and All His Friends                     | 21 (7 veckor)   | –               | 73 (9 veckor)   | 54 (6 veckor)   | 40 (5 veckor)   | Släppt: 10 november 2008                        |
| 2009 | "Life in Technicolor II" Prospekt's March                             | –               | –               | –               | 28 (6 veckor)   | –               | Släppt: 2 februari 2009                         |
| 2009 | "Strawberry Swing" Viva la Vida or Death and All His Friends          | –               | –               | –               | –               | –               | Släppt: 13 september 2009                       |
| 2010 | "Christmas Lights"                                                    | 19 (19 veckor)  | –               | 26 (8 veckor)   | 13 (21 veckor)  | 25 (3 veckor)   | Släppt: 1 december 2010                         |
| 2011 | "Every Teardrop Is a Waterfall" Mylo Xyloto                           | 47 (14 veckor)  | 8 (1 vecka)     | 24 (19 veckor)  | 6 (22 veckor)   | 14 (18 veckor)  | Släppt: 3 juni 2011                             |
| 2011 | "Paradise" Mylo Xyloto                                                | 42 (9 veckor)   | 1 (28 veckor)   | 12 (31 veckor)  | 1 (63 veckor)   | 15 (32 veckor)  | Släppt: 12 september 2011                       |
| 2012 | "Charlie Brown" Mylo Xyloto                                           | –               | –               | –               | 22 (13 veckor)  | –               | Släppt: 23 januari 2012                         |
| 2012 | "Princess of China" Mylo Xyloto                                       | –               | 8 (2 veckor)    | 41 (10 veckor)  | 4 (27 veckor)   | 20 (12 veckor)  | Släppt: 14 februari 2012 (med Rihanna)          |
| 2012 | "Up with the Birds" Mylo Xyloto                                       | –               | –               | –               | –               | –               | Släppt: 21 april 2012                           |
| 2012 | "Hurts Like Heaven" Mylo Xyloto                                       | –               | –               | –               | –               | –               | Släppt: 27 juli 2012                            |
| 2013 | "Atlas" The Hunger Games: Catching Fire soundtrack                    | –               | –               | 19 (3 veckor)   | 12 (3 veckor)   | 69 (2 veckor)   | Släppt: 6 september 2013                        |
| 2014 | "Magic" Ghost Stories                                                 | 21 (14 veckor)  | 12 (12 veckor)  | 14 (24 veckor)  | 10 (26 veckor)  | 14 (14 veckor)  | Släppt: 3 mars 2014                             |
| 2014 | "Midnight" Ghost Stories                                              | –               | –               | 44 (3 veckor)   | 48 (2 veckor)   | 29 (3 veckor)   | Släppt: 17 april 2014                           |
| 2014 | "A Sky Full of Stars" Ghost Stories                                   | 7 (34 veckor)   | 15 (9 veckor)   | 6 (39 veckor)   | 9 (44 veckor)   | 10 (26 veckor)  | Släppt: 2 maj 2014                              |
| 2014 | "True Love" Ghost Stories                                             | –               | –               | –               | –               | –               | Släppt: 14 augusti 2014                         |
| 2014 | "Ink" Ghost Stories                                                   | –               | –               | –               | –               | –               | Släppt: 13 oktober 2014                         |
| 2014 | "Miracles" Unbroken soundtrack                                        | –               | –               | –               | 95 (1 vecka)    | –               | Släppt: 15 december 2014                        |
| 2015 | "Adventure of a Lifetime" A Head Full of Dreams                       | 23 (30 veckor)  | –               | 5 (27 veckor)   | 7 (45 veckor)   | 13 (20 veckor)  | Släppt: 6 november 2015                         |
| 2016 | "Hymn for the Weekend" A Head Full of Dreams                          | 2* (65 veckor)  | –               | 11 (44 veckor)  | 6 (49 veckor)   | 25 (23 veckor)  | Släppt: 25 januari 2016 *(Seeb Remix)           |
| 2016 | "Up & Up" A Head Full of Dreams                                       | –               | –               | 79 (1 vecka)    | 71 (4 veckor)   | 25 (23 veckor)  | Släppt: 22 april 2016                           |
| 2016 | "A Head Full of Dreams" A Head Full of Dreams                         | –               | –               | 11 (44 veckor)  | 6 (49 veckor)   | 25 (23 veckor)  | Släppt: 19 augusti 2016                         |
| 2016 | "Everglow" A Head Full of Dreams                                      | 60 (26 veckor)  | –               | 42 (2 veckor)   | 52 (13 veckor)  | –               | Släppt: 11 november 2016                        |
| 2017 | "Something Just Like This" Memories...Do Not Open och Kaleidoscope EP | 4 (59 veckor)   | 2 (23 veckor)   | 4 (52 veckor)   | 2 (45 veckor)   | 3 (39 veckor)   | Släppt: 22 februari 2017 (med The Chainsmokers) |
| 2017 | "Miracles (Someone Special)" Kaleidoscope EP                          | 62 (1 vecka)    | –               | –               | 54 (7 veckor)   | –               | Släppt: 14 juli 2017 (med Big Sean)             |

## Priser
Grammys

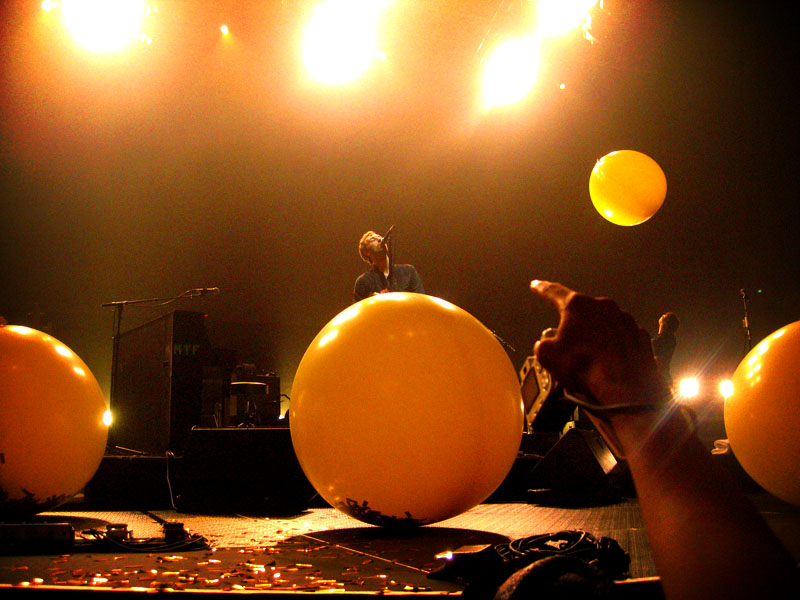
Coldplay framför låten "Yellow" live 2006

- 2001 - Bästa alternativa musikalbum (Parachutes)
- 2002 - Bästa alternativa musikalbum (A Rush of Blood to the Head)
- 2003 - Årets låt (Clocks)
- 2009 - Årets låt (Viva La Vida)
- 2009 - Bästa rockalbum (Viva la Vida or Death and All His Friends)
- 2009 - Bästa musikframträdande i genre POP (Viva La Vida)

Brits
- 2001 - Bästa brittiska Grupp/Band i Storbritannien
- 2001 - Bästa brittiska Grupp/Band i Storbritannien
- 2003 - Bästa brittiska Grupp/Band i Storbritannien
- 2003 - Bästa brittiska Album (A Rush of Blood to the Head)
- 2006 - Bästa brittiska album (X&Y)
- 2006 - Bästa brittiska låt (Speed of Sound)
- 2012 - Bästa brittiska Grupp/Band i Storbritannien